# Mario García (mezzofondista)
Mario García Romo (Salamanca, 29 giugno 1999) è un mezzofondista spagnolo.

## Carriera
Nel 2022 ha vinto la medaglia di bronzo nei 1500 metri piani agli Europei di Monaco di Baviera, terminando la prova dietro al norvegese Jakob Ingebrigtsen e al britannico Jake Heyward.

## Palmarès
| Anno | Manifestazione    | Sede              | Evento       | Risultato | Prestazione | Note                          |
| ---- | ----------------- | ----------------- | ------------ | --------- | ----------- | ----------------------------- |
| 2017 | Mondiali di cross | Kampala           | Corsa U20    | 32º       | 25'26"      |                               |
| 2017 | Europei U20       | Grosseto          | 1500 m piani | 9º        | 3'58"89     |                               |
| 2017 | Europei di cross  | Šamorín           | Corsa U20    | 9º        | 18'50"      |                               |
| 2018 | Mondiali U20      | Tampere           | 1500 m piani | Batteria  | 3'52"70     |                               |
| 2018 | Europei di cross  | Tilburg           | Corsa U20    | 29º       | 19'12"      |                               |
| 2021 | Europei U23       | Tallinn           | 1500 m piani | Argento   | 3'40"11     |                               |
| 2022 | Mondiali          | Eugene            | 1500 m piani | 4º        | 3'30"20     | Miglior prestazione personale |
| 2022 | Europei           | Monaco di Baviera | 1500 m piani | Bronzo    | 3'34"88     |                               |
| 2023 | Mondiali          | Budapest          | 1500 m piani | 6º        | 3'30"26     |                               |
| 2024 | Mondiali indoor   | Glasgow           | 1500 m piani | 11º       | 3'40"48     |                               |
| 2024 | Europei           | Roma              | 1500 m piani | Batteria  | 3'44"30     |                               |
| 2024 | Giochi olimpici   | Parigi            | 1500 m piani | Batteria  | 3'37"90     |                               |

## Campionati nazionali
2018
- 4º ai campionati spagnoli juniores, 1500 m piani - 3'53"86
- Oro ai campionati spagnoli juniores indoor, 3000 m piani - 8'42"78

2021
- Bronzo ai campionati spagnoli, 1500 m piani - 3'46"78

2022
- Oro ai campionati spagnoli, 1500 m piani - 3'35"52

2023
- Bronzo ai campionati spagnoli, 1500 m piani - 3'34"77

## Altre competizioni internazionali
2022
- 6º all'Athletissima ( Losanna), 1500 m piani - 3'32"71

2023
- 5º ai Bislett Games ( Oslo), 1500 m piani - 3'29"18
- 11º ai London Anniversary Games ( Londra), 1500 m piani - 3'31"68
- 5º ai Millrose Games ( New York), miglio indoor - 3'51"79
- 10º al Weltklasse Zürich ( Zurigo), 1500 m piani - 3'32"12
- 5º al Memorial Van Damme ( Bruxelles), 2000 m piani - 4'49"85

2024
- 10º al Prefontaine Classic ( Eugene), miglio - 3'50"14